# چارلز بولفینچ
چارلز بولفینچ (به انگلیسی: Charles Bulfinch) متولد ۱۷۶۳ بوستون در ماساچوست، معمار قرن هجدهم و نوزدهم آمریکا بود.
او تحصیلکردهٔ دانشگاه هاروارد بود و در سال ۱۸۴۴ فوت نمود.
مشهورترین اثر او ساختمان پایتخت ایالت مین و ساختمان پارلمان ایالت ماساچوست در آمریکا است.

## نگارخانه

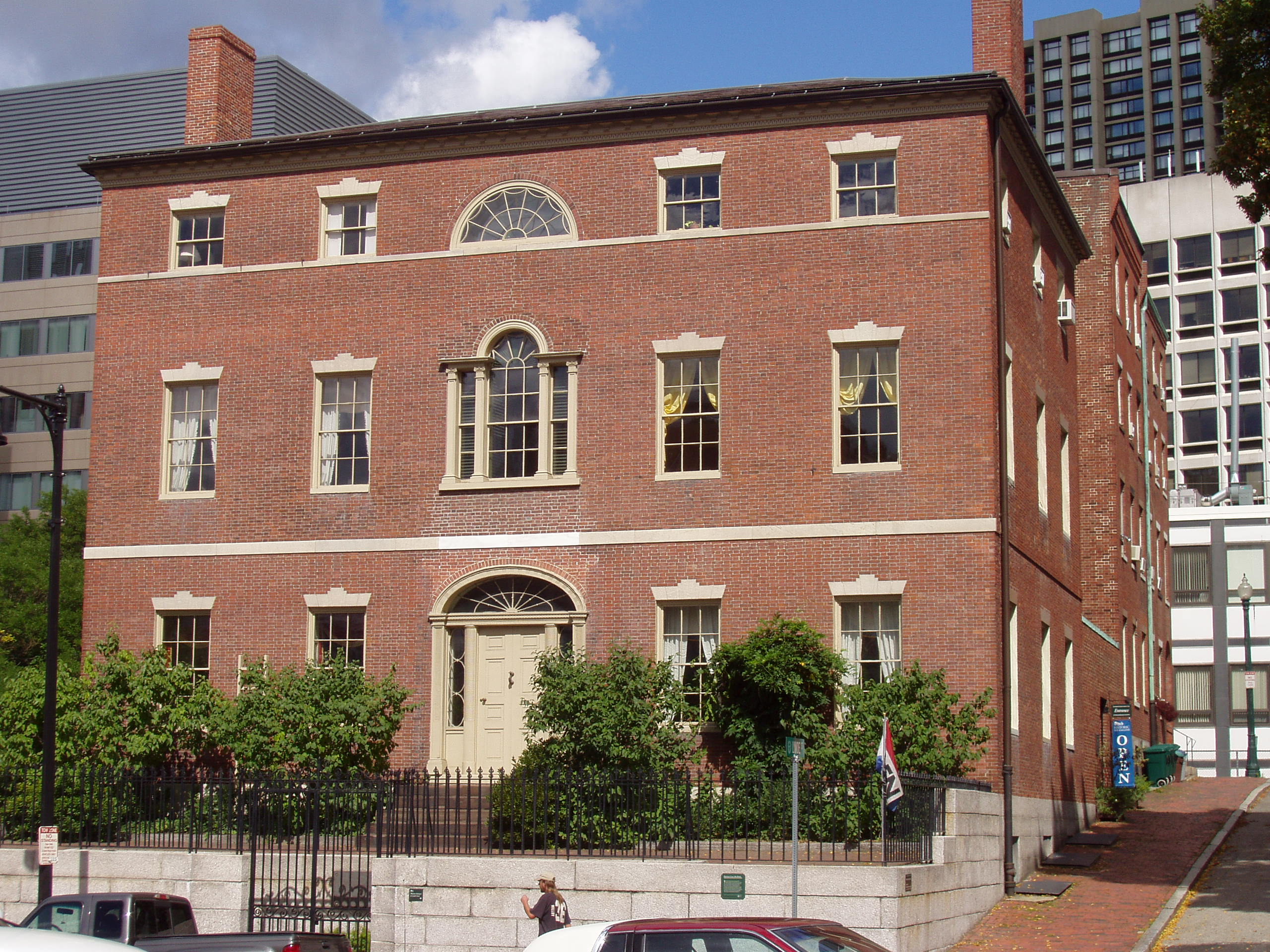
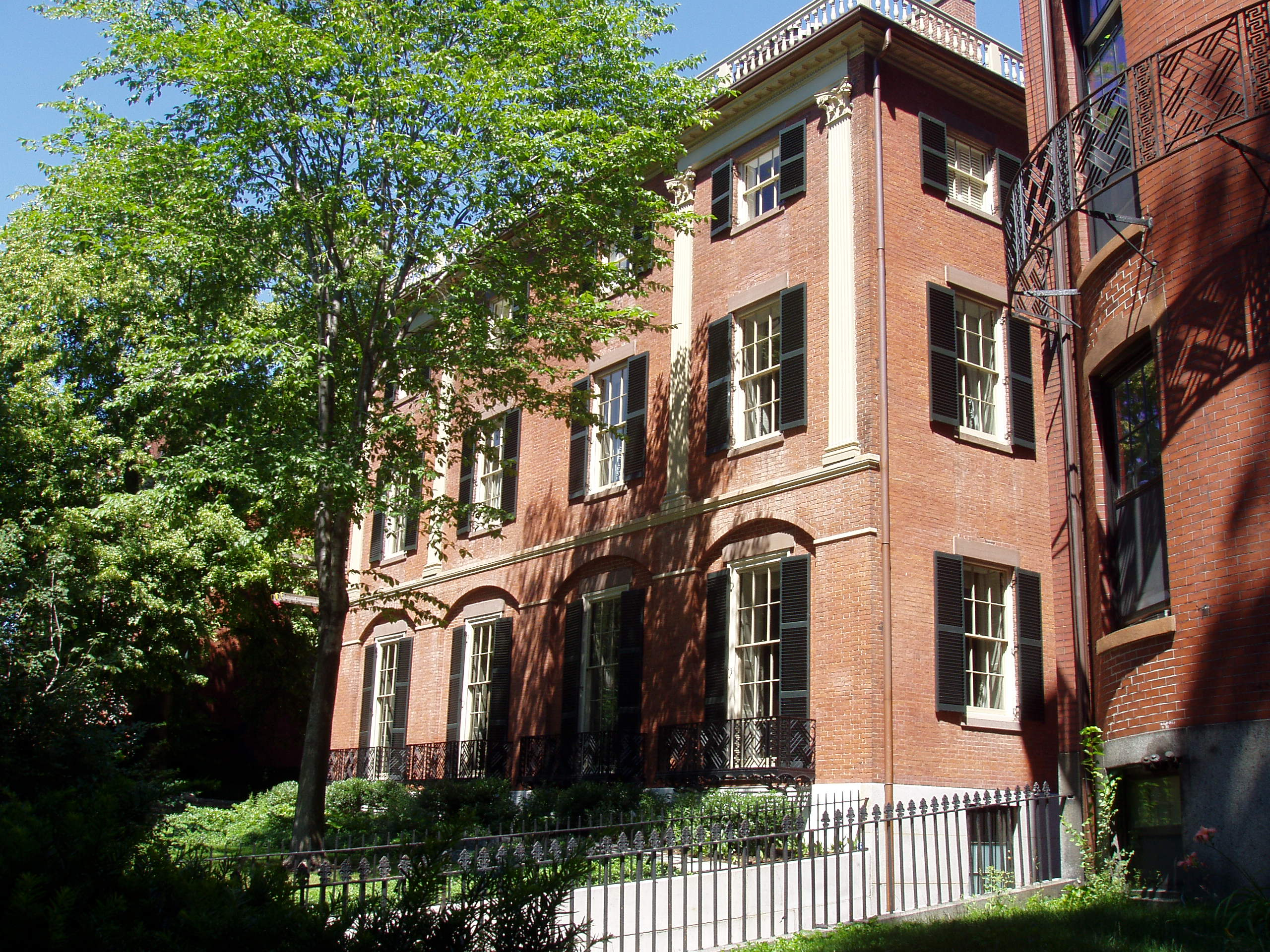
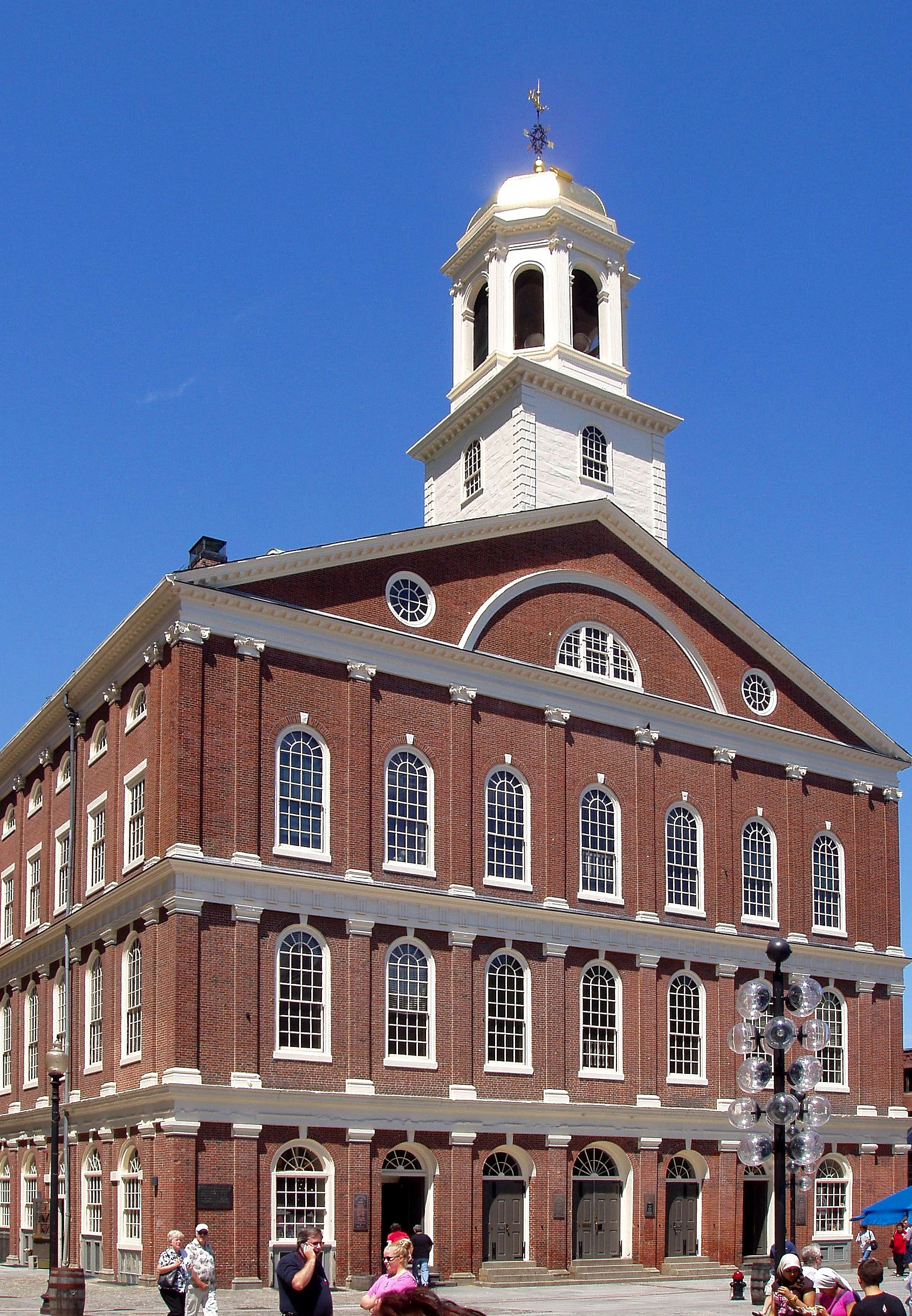
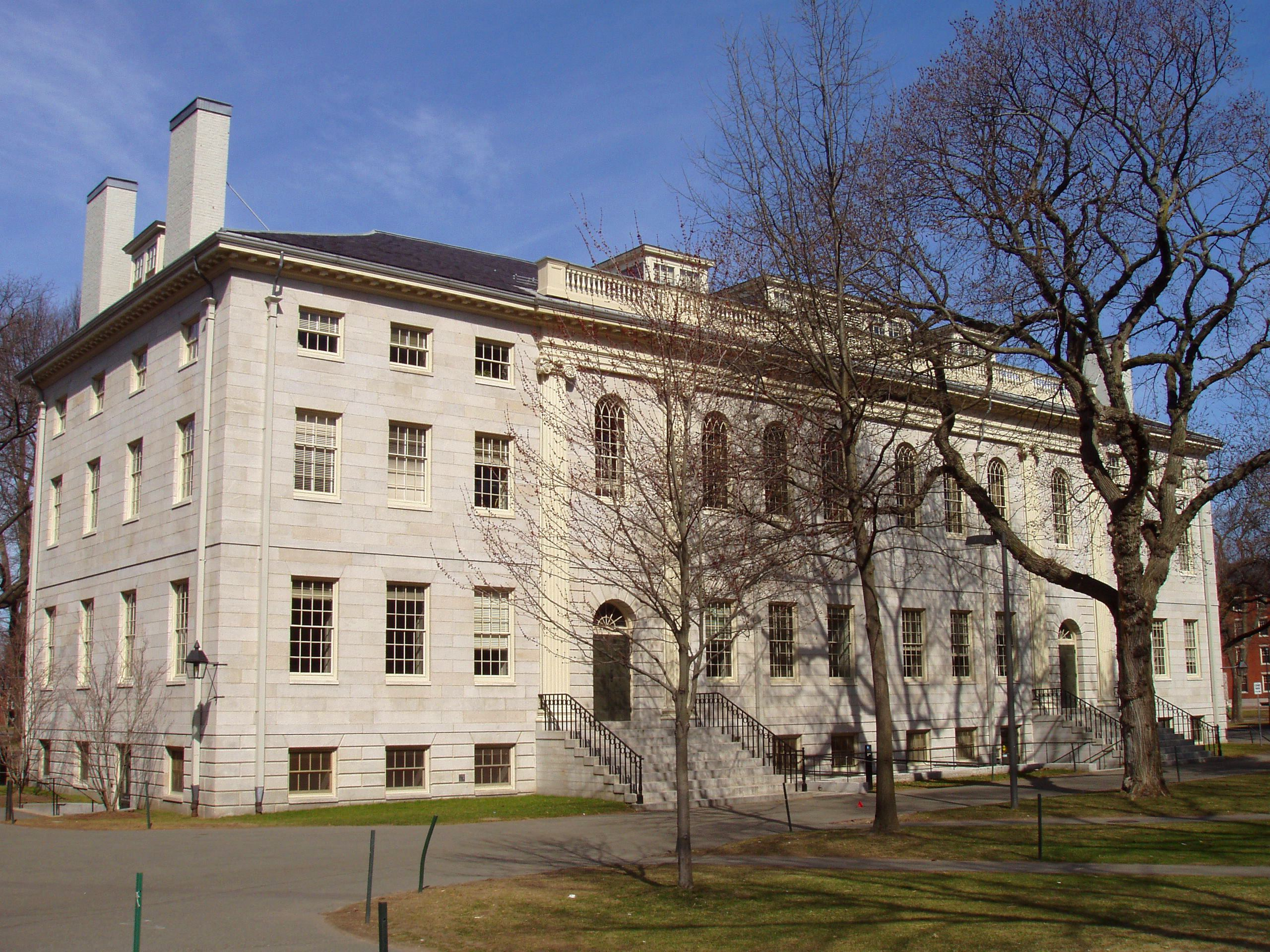
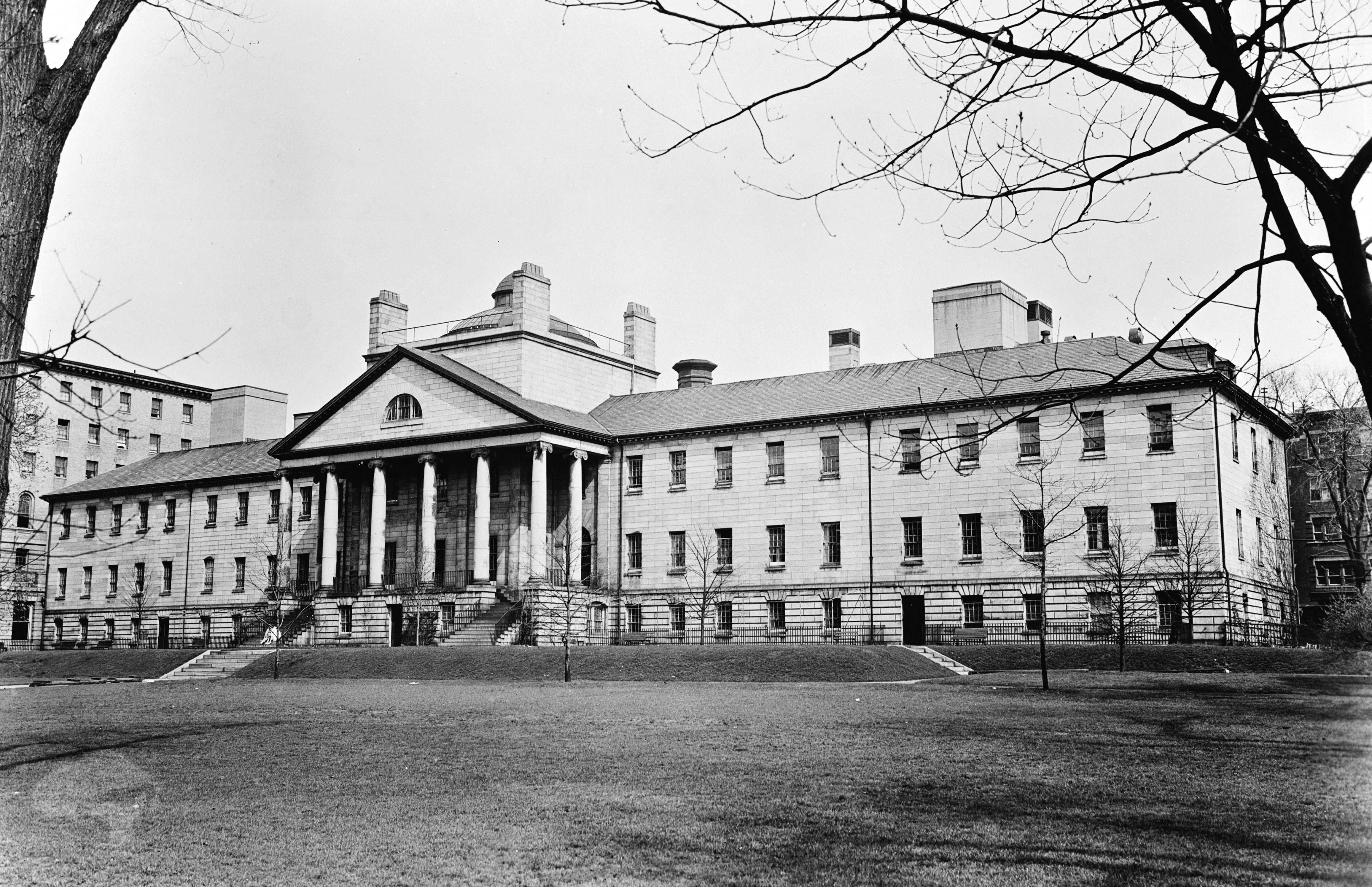
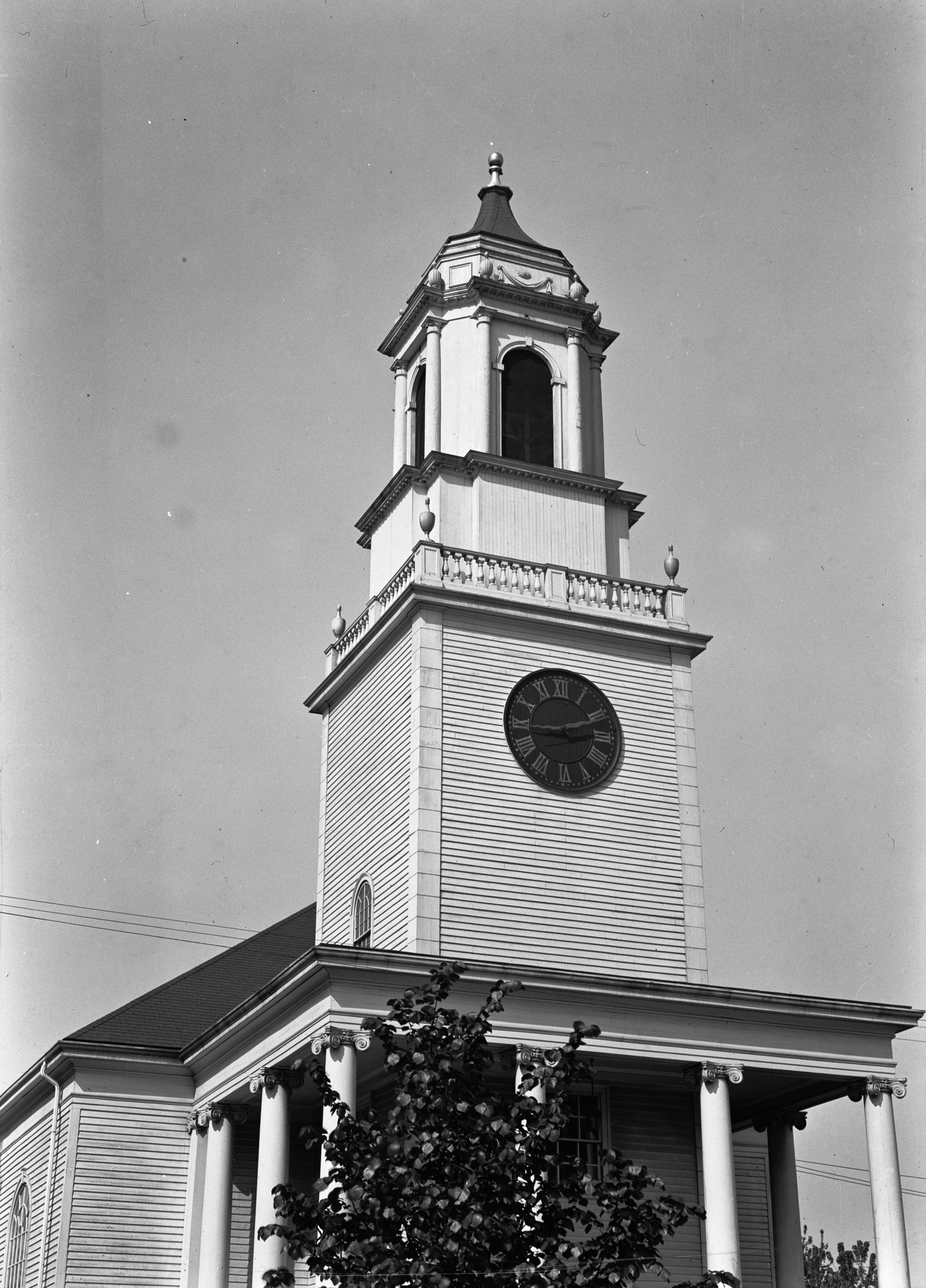
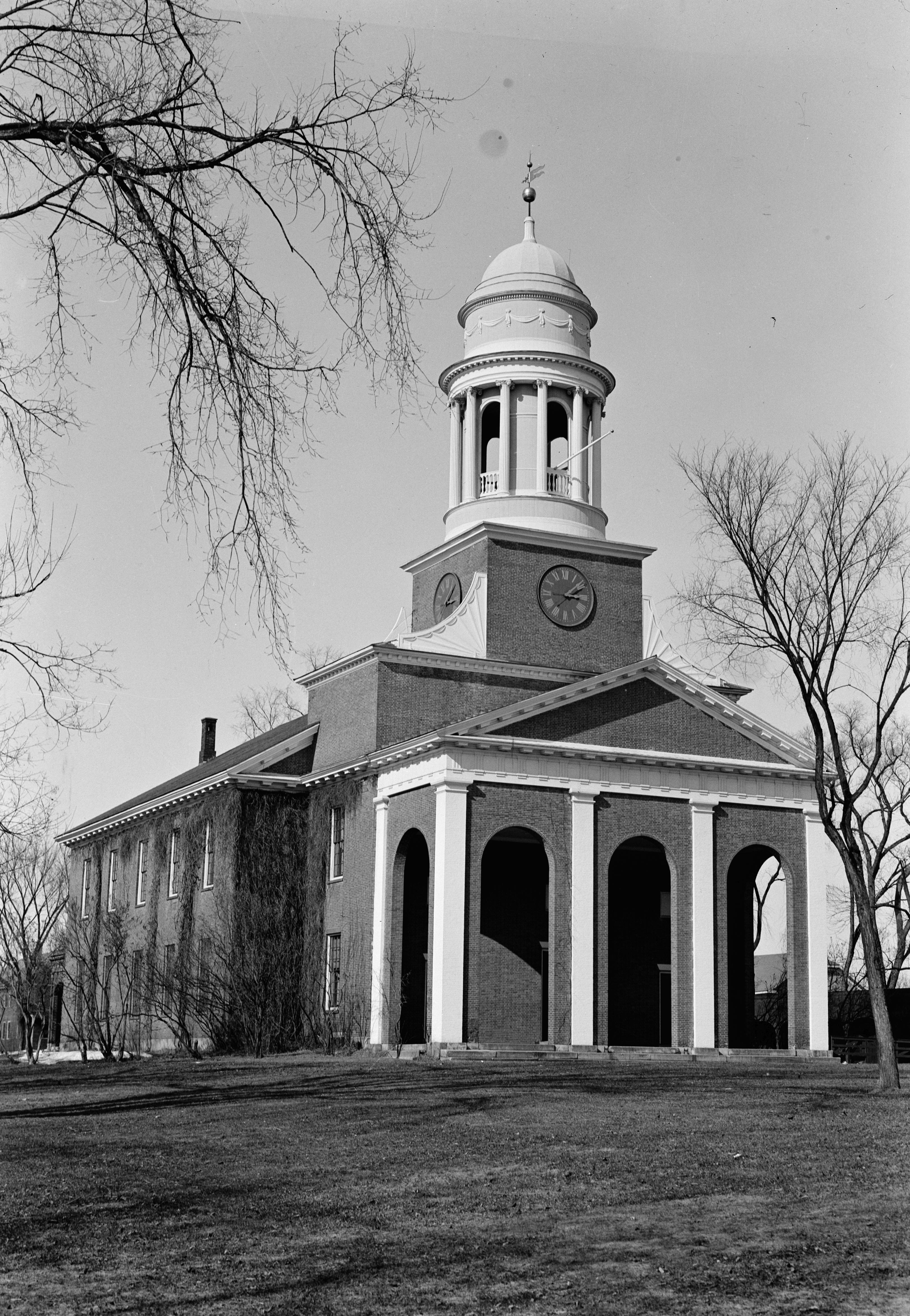
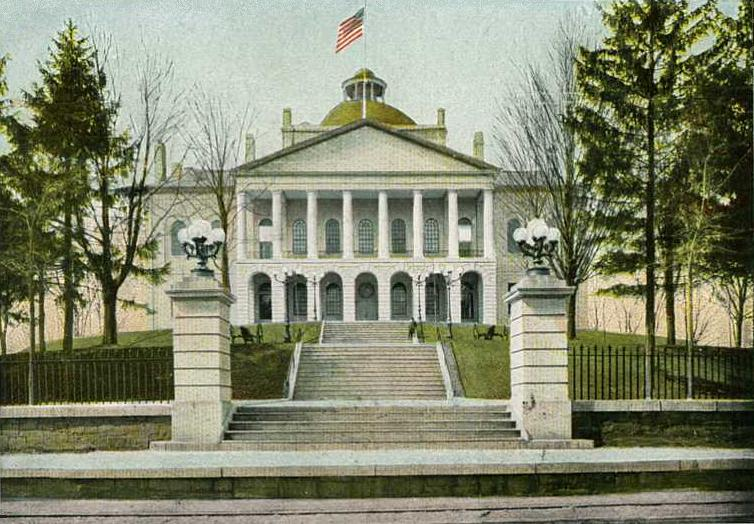
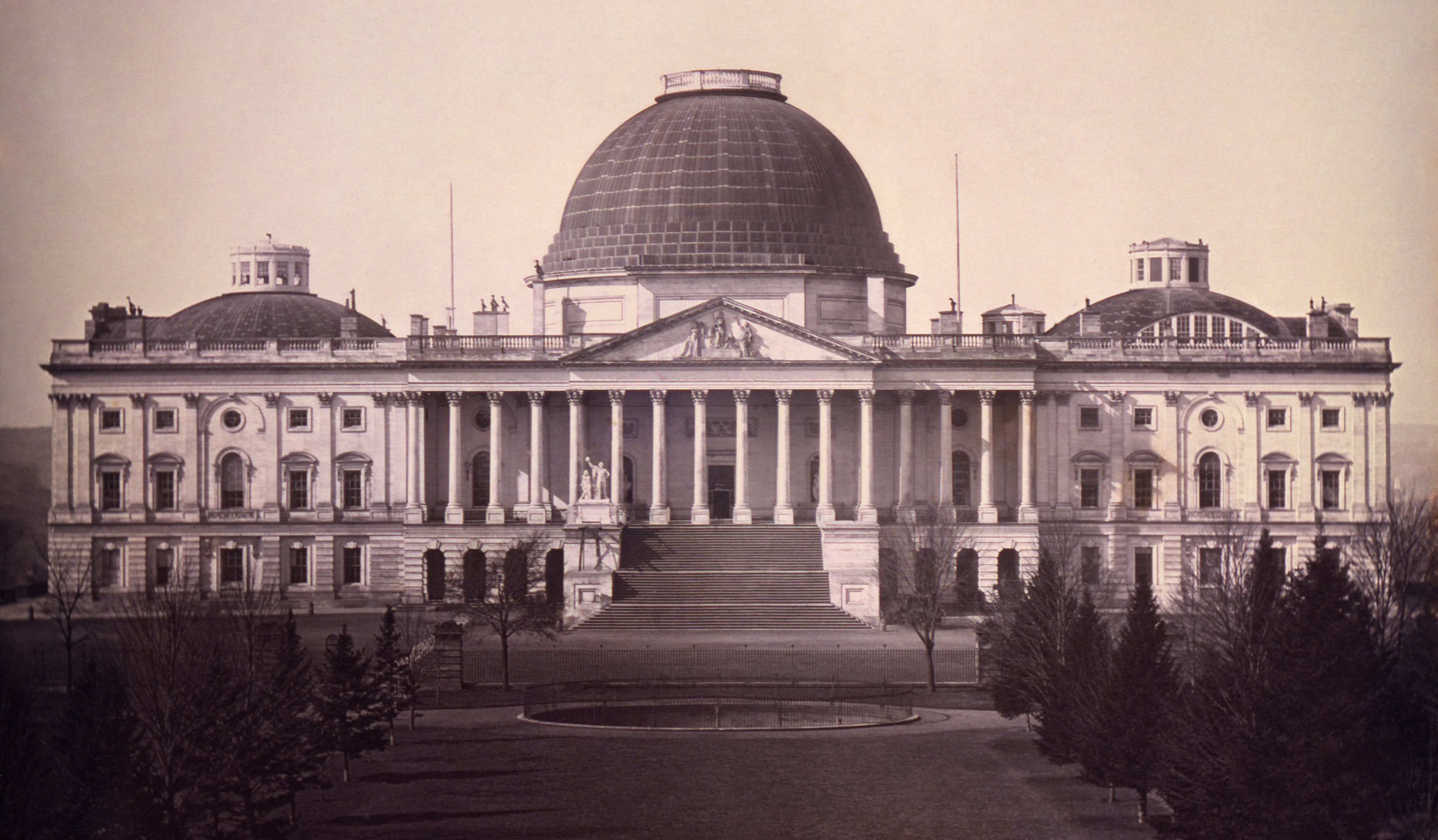
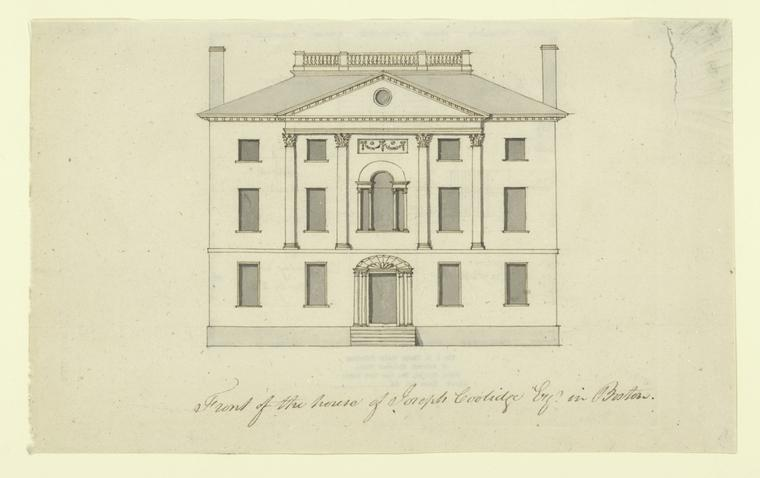
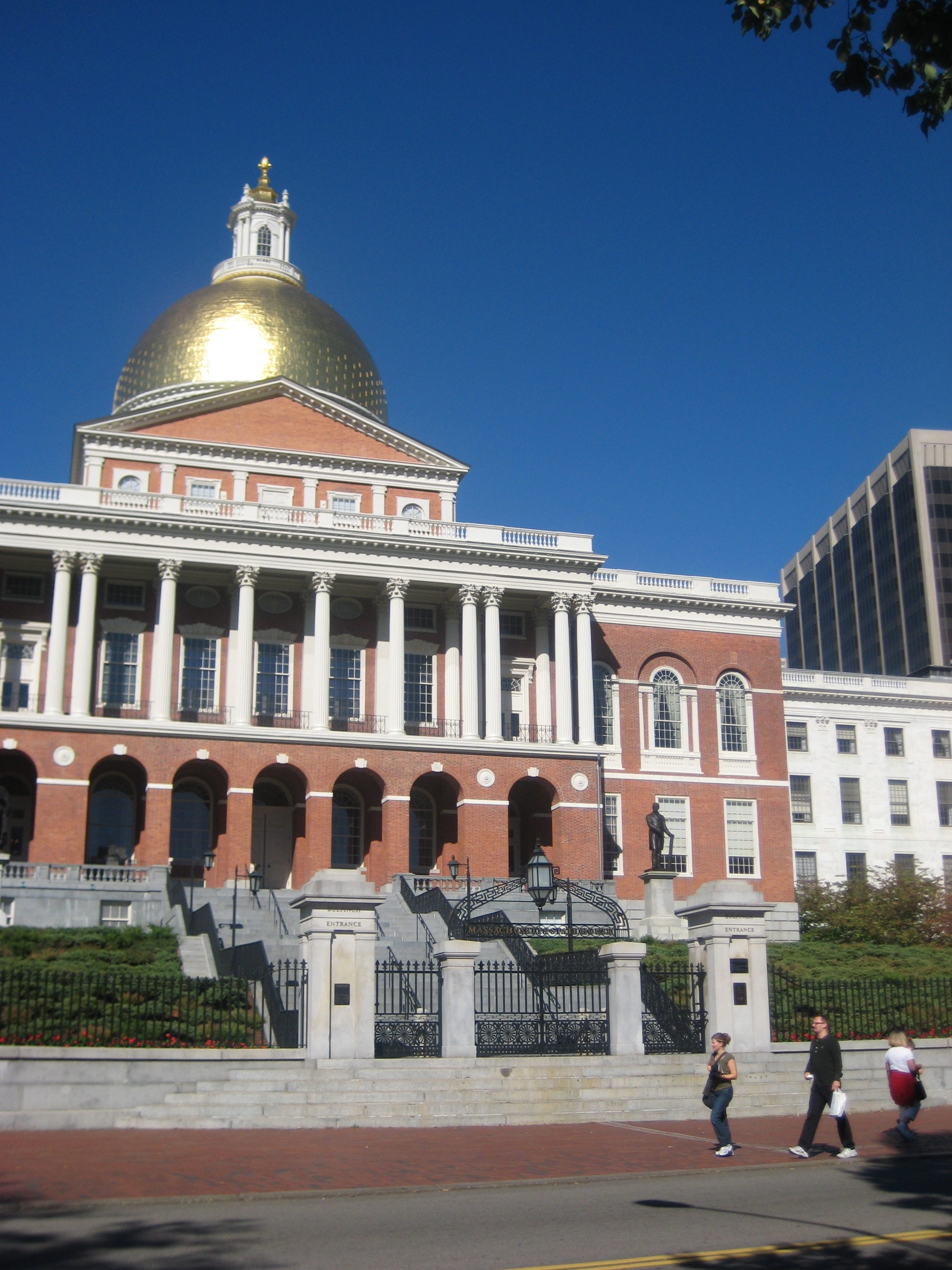